# Migrazioni turche

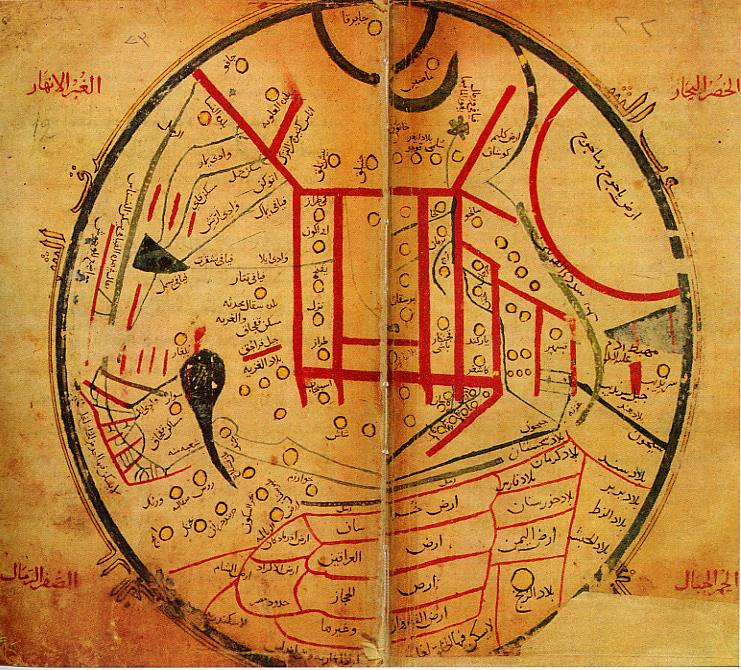
Mappa dal Diwanu Lughat at-Turk del Mahmud al-Kashgari, che mostra la distribuzione nell'XI secolo delle tribù turche.

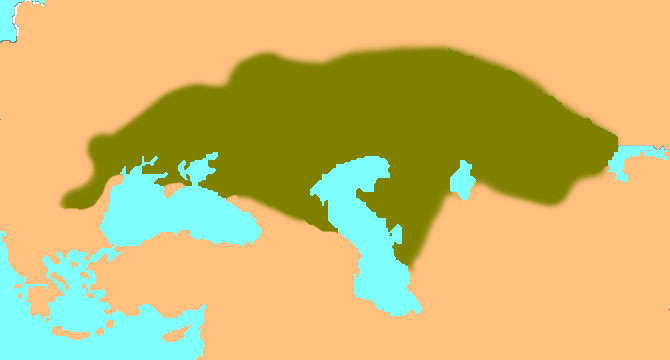
Kipchak in Eurasia circa 1200.

Le migrazioni turche come definite in questo articolo riguardano l'espansione dei Popoli turchi attraverso gran parte dell'Asia Centrale verso l'Europa e il Medio Oriente tra il VI e il XI secolo (l'Alto Medioevo). Tribù meno certamente identificate come turche cominciarono la loro espansione secoli prima, nel periodo di massima espansione degli Unni. Il loro preistorico punto di origine era l'ipotetica regione proto-turca dell'estremo oriente che includeva la Cina settentrionale e la Mongolia Interna. Potrebbero essere tra i multietnici popoli Saci conosciuti già dallo scrittore greco Erodoto.
Tribù certamente identificate come turche erano note tra il VI e il X secolo, stanziate in Asia Centrale. I Turchi Selgiuchidi dall'XI secolo invasero l'Anatolia, creando qui una colonia stabile e fondando la nazione turca. Nel frattempo le altre tribù turche formarono sia nazioni che infine sarebbero diventate indipendenti, come Kirghizistan, Turkmenistan, Uzbekistan e Kazakistan sia enclavi di in altre nazioni, come la Ciuvascia. I turchi sopravvissero anche nel popolo degli Uiguri in Cina e nella Sacha-Jacuzia in Siberia, come in altri posti sparsi nell'Estremo Oriente e in Asia Centrale.

## Antenati

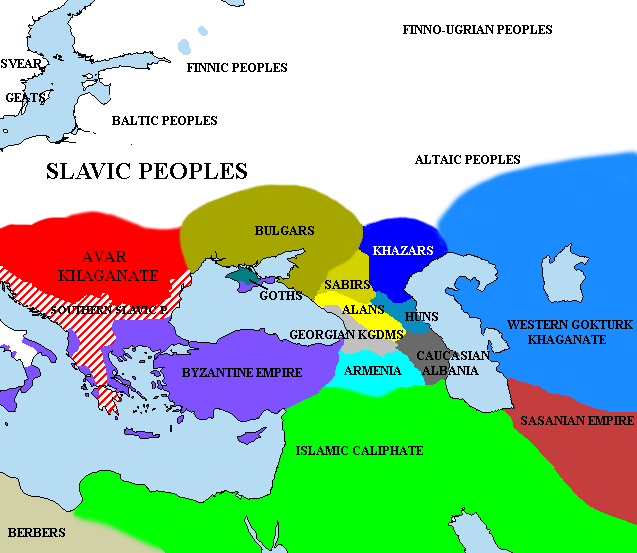
La Steppa pontica nel 650, in evidenza gli antichi territori dei Cazari, Bulgari, ed Avari.

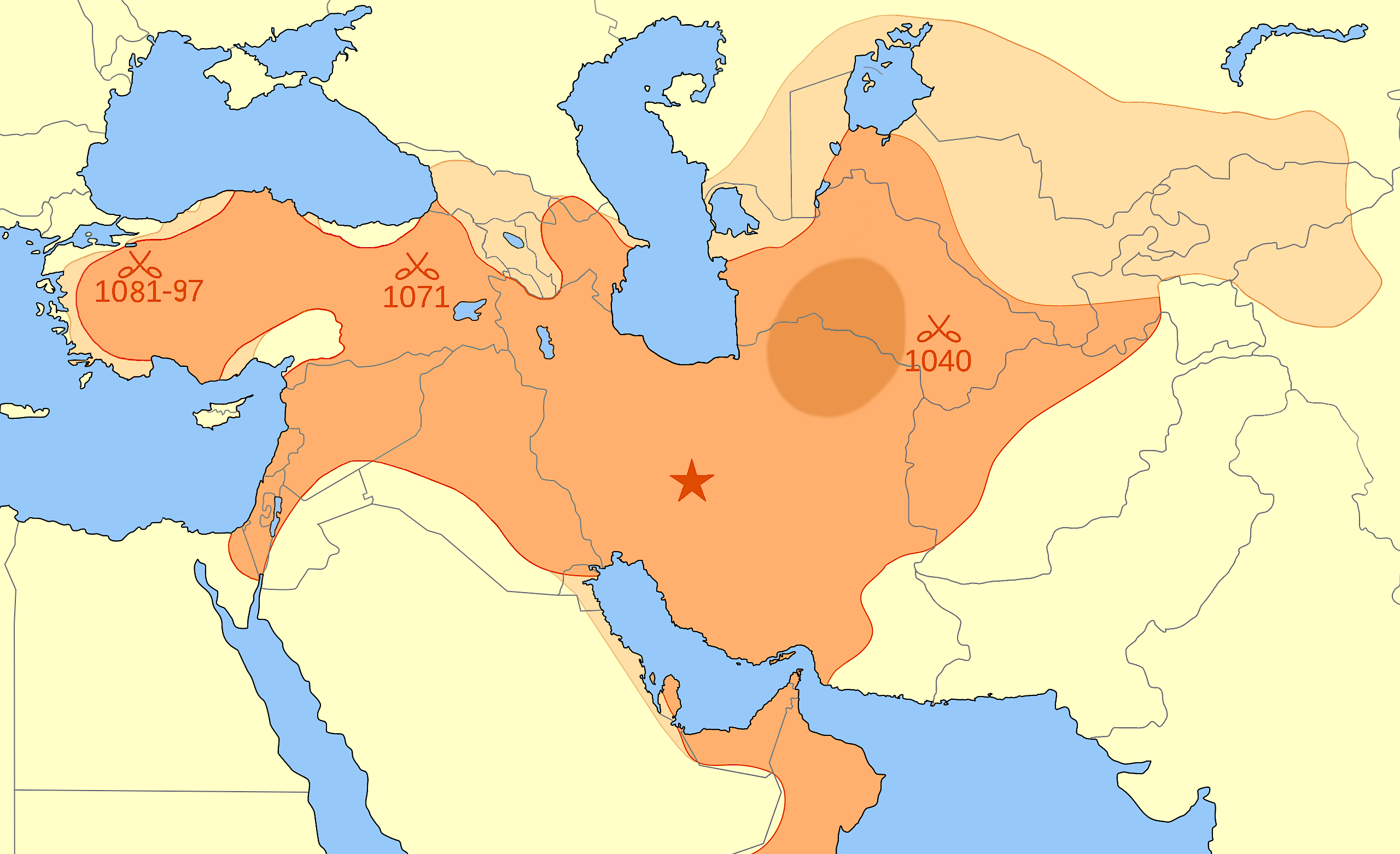
L'Impero Selgiuchide nel 1092, alla morte di Malik Shah I.

Le prime popolazioni turche documentate appaiono come tribù nomadi delle pianure dell'Estremo Oriente, a nord della Grande muraglia cinese, che fu costruita come fortificazione di confine durante la Dinastia Han (sebbene cominciata prima) a protezione dagli Xiongnu.

### Cronache di Shi Ji
Si pensa che gli antenati dei popoli parlanti la lingua turca fossero inclusi tra gli Xiongnu della Mongolia o fossero stanziati nell'alto corso dell'Enisej in Siberia (l'area della contemporanea lingua tuvana), secondo fonti storiche. Le cronache della Dinastia Han sugli Xiong-nu, incluse nello Shiji, tracciano una loro storia leggendaria che risale ad un migliaio di anni prima degli Han, ad un leggendario antenato, Chunwei, che si suppone fosse "discendente dei governanti della Dinastia Xia. Egli visse tra i "Barbari delle Montagne", Xianyun o Hunzhu, che erano noti sin dai tempi degli imperatori oscuri Yao e Shun. Il loro nome potrebbe connetterli ai popoli turchi, di cui più tardi si disse che fossero lavoratori del ferro e mantenessero un santuario in una grotta di montagna in Mongolia.
Sembrerebbe che gli Xiong-nu fossero un certo numero di tribù e gruppi geografici, non tutti i quali erano turchi (considerando la mescolanza di etnie avvenuta col tempo). Lo Shi Ji menziona i Mianshu, gli Hunrong e i Diyuan ad ovest del Gansu, gli Yiqu, i Dali, gli Wiezhi e i Quyan a nord del Qi, delle montagne Liang e dei fiumi Qi e Jing; i Barbari delle Foreste e i Loufan a nord del Jin e i Barbari delle Montagne a nord dello Yan. Dopo, la trattazione ne menziona altri.

Gli Xianyun, secondo lo Shi Ji, si muovono 
in cerca di acqua e pascoli e non hanno città fortificate o fisse dimore, non praticano nemmeno nessun tipo di agricoltura... nei periodi di crisi prendono le loro armi e vanno via in spedizioni di depredazione e saccheggio.
Probabilmente si verificavano numerosi episodi di questo tipo. Al termine della Dinastia Xia, attorno al 1569 a.C. secondo le stime dello Shi Ji, i cinesi fondarono una città, Bin, fra le tribù barbare degli Xirong. Nel 1269 a.C. gli Xirong e i Di obbligarono il trasferimento di Bin. Attorno al 1169 a.C. la tribù Quanyishi fu attaccata dalla Dinastia Zhou, che nel 1159 a.C. a spostarsi nei "deserti della sottomissione" a nord dei fiumi Jing e Luo. Nel 969 a.C. "re Mu attaccò i Dog Xirong e portò indietro con sé quattro lupi bianchi e quattro cervi bianchi..." gli antichi popoli turchi credevano che gli sciamani potessero trasformarsi in lupi.
Nel 769 a.C. il Marchese Shen degli Zhou arruolò i Dog Xirong in una ribellione contro l'imperatore You. In seguito i barbari non si ritirarono, ma presero Jiaohuo, tra i fiumi Jing e Wei e da lì cominciarono a saccheggiare la Cina Centrale, ma vennero scacciati. Nel 704 a.C. i Barbari delle Montagne ripresero i saccheggi alla Dinastia Yan, e nel 660 a.C. attaccarono l'Imperatore Zhou, Xiang, a Luo, poiché egli aveva rifiutato una regina barbarica. I barbari misero un altro imperatore sul trono. Continuarono i saccheggi finché furono scacciati nel 656 a.C..
Successivamente i cinesi scacciarono i Di e sottomisero tutti gli Xiongnu (almeno temporaneamente). Attorno al 456 a.C. i cinesi presero Dai da loro. Le tribù Yiqu provarono a costruire fortificazioni, ma le persero in questo periodo di espansione cinese. Qui i dettagli della narrazione si moltiplicano al riguardo dell'ascesa della Dinastia Qin, che è senza dubbio più storia che leggenda. I Qin tennero gli Xiong-nu a bada.

### Pastori equestri del nord est
Le caratteristiche fisiche delle popolazioni parlanti linguaggi turchi si estendevano su un raggio vario come le terre che abitavano. I popoli turchi dell'Europa Orientale apparivano come europei, ad eccezione di alcuni Tatari di Crimea e turchi del Caucaso (Cumucchi, Nogai, ecc...) che apparivano più come asiatici nord-orientali, mentre i Turchi del Medio Oriente assomigliavano ai popoli mediorientali, quelli dell'Asia Centrale per lo più apparivano come incroci, ma avevano più caratteri asiatici, e i turchi dell'Asia nord-orientale assomigliavano alle altre popolazioni di quella regione. Cercando di rispondere alla domanda di a quale "razza" appartenessero i proto-turchi, né gli studi antropometrici ne quelli genetici hanno dato molto aiuto. Quello a cui sono arrivate le analisi del DNA è un'affinità alle popolazioni occidentali in occidente, orientali in oriente e una mistura nel mezzo. Queste circostanze biologiche suggeriscono che l'evoluzione razziale nella regione fu antecedente alla distribuzione delle lingue; le lingue possono essersi sviluppate in popolazioni già mischiate.

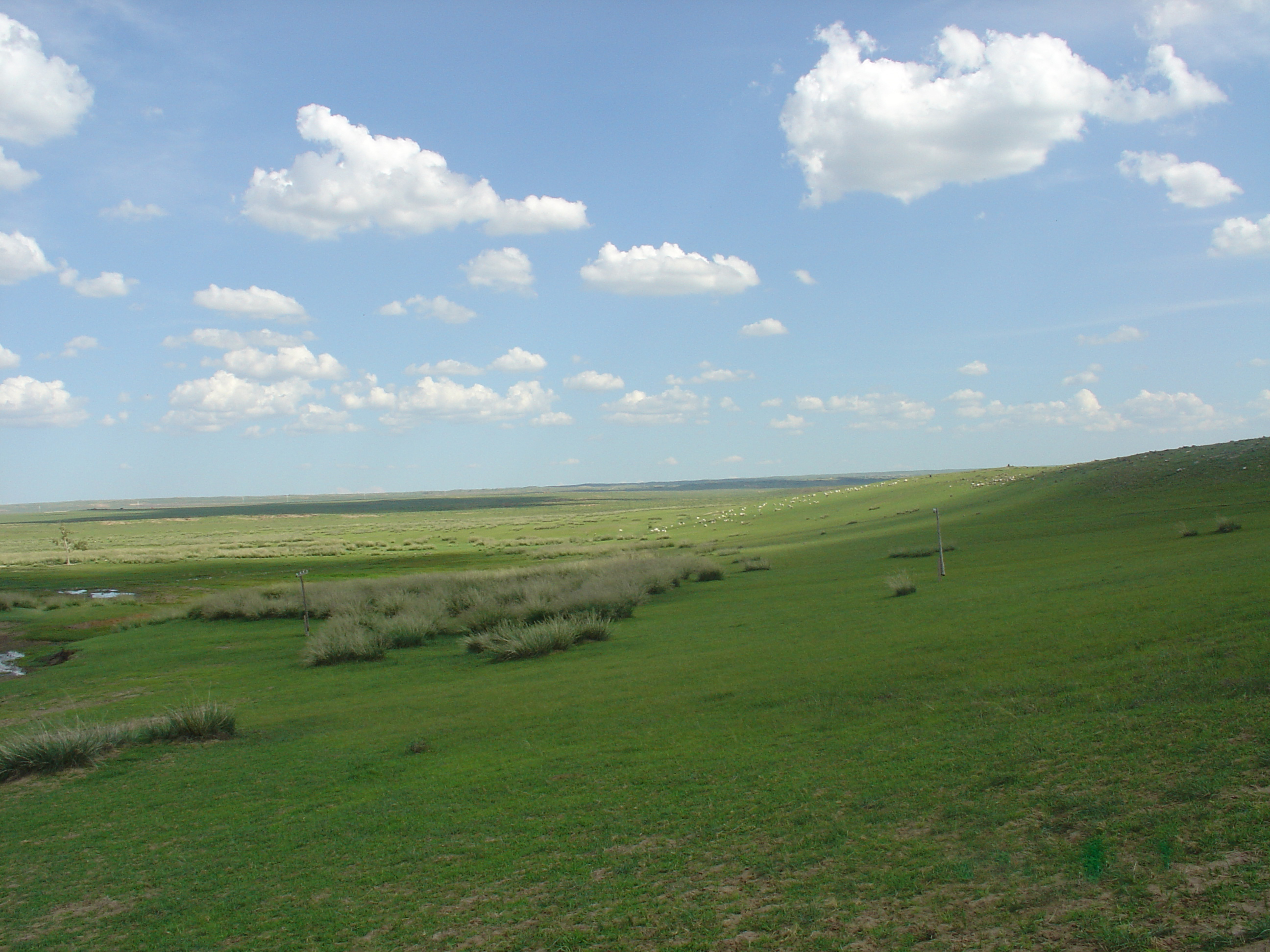
Praterie nella Mongolia Interna

Riguardo alla genesi culturale degli Unni, il Cambridge Ancient History of China sostiene che "a partire da circa l'VIII secolo a.C., nell'Asia interna, appaiono comunità di cavalieri pastori, che diedero origine ad una società di guerrieri". Questi erano parte di una più vasta schiera di popoli di cavalieri e pastori che si estendeva dal Mar Nero alla Mongolia, conosciuta dai Greci come Sciti. Gli Sciti occidentali erano Iranici, e parlavano uno tra i tanti linguaggi discendenti dalla lingua protoindoeuropea, e anche coloro che parlavano questa probabilmente occupavano la Steppa pontico-caspica, almeno secondo la teoria delle origini indoeuropee. Le comunità a nord della Cina erano i proto-Xiongnu. Il loro stile di vita era indistinguibile da quello degli altri Sciti: vita nomade a cavallo, campi temporanei in iurte trasportabili fornite di tappeti e arazzi riccamente decorati con l'elaborato stile animale. Il periodo è datato dal 650 a.C. al 350 a.C. contemporaneo ai periodi della storia cinese del medio periodo delle primavere e degli autunni fino al periodo dei regni combattenti.
Il periodo dei regni combattenti segna l'inizio dell'Età del ferro in Cina, qualche secolo dopo il suo inizio in occidente. Un precedente periodo di transizione, tra il 1000 a.C. e il 650 a.C. era incluso completamente nell'età del bronzo, contemporaneo alla Dinastia Zhou occidentale ed il primo periodo delle primavere e degli autunni. La Cina era in espansione allora, ma i cinesi della frontiera settentrionale devono essersi scontrati con "un'élite di guerrieri aristocratici" che non erano nomadi a cavallo ma "pastori sempre più specializzati". La loro metallurgia era la migliore della regione, comparabile a quella occidentale. L'Età del Bronzo non cominciò in questa regione fino al 1500 a.C., anche qui seguendo l'occidente di parecchi secoli, il che suggerisce che la società Xiongnu si fosse trasformata da una precedente fase pastorizia non equestre da un impulso dato dagli Sciti, che stavano raggiungendo la massima estensione a oriente lungo la via della seta.
Tra circa il 1500 a.C. e il 1000 a.C., contemporaneamente alla Dinastia Shang, un misto di pastorizia ed agricoltura prevaleva nell'Asia Centrale, Siberia meridionale e a nord della Cina. La popolazione era di pastori ed agricoltori, che implementavano la loro dieta con la caccia. Cominciavano ad usare armi di bronzo. Prima dell'inizio dell'età del Bronzo (1500 a.C.) la regione settentrionale era sedentaria, agricola e divisa in un certo numero di culture del neolitico derivanti dalla cultura Ordos, che proseguiva dal paleolitico. Sviluppi etnici sono avvenuti nella cultura Ordos e anche sviluppi del linguaggio, non dopo al neolitico sedentario. Attorno al 1500 a.C. le lingue sia turche che mongole esistevano, anche se ancora con qualche diversità o mancanza rispetto ad un periodo successivo.
Una cultura archeologica che può essere etichettata come Xiongnu è stata scoperta nella zona settentrionale dell'Asia tra il 650 a.C. e il 350 a.C.. Tipico di essa è il complesso di strutture funerarie dell'élite scoperto a 45 km ad ovest di Noyon Ulul in Mongolia. Questo cimitero ad elevata altitudine di leader Xiongnu contiene 212 sepolture in 8 ubicazioni in 3 valli connesse da passaggi. Molto probabilmente gli Xiongnu frequentavano questi posti solo per seppellire i propri capi.
Una singola tomba è una camera funeraria dentro un terrapieno accessibile scendendo una rampa. Sopra le camere ci sono strati di pietra, suolo e ceppi o assi. Le camere sono costruite con larice siberiano. I defunti erano seppelliti con ricchi doni: tappeti di feltro o tessuto, seta, giada, pietre semipreziose dell'Asia Centrale, pregiate merci laccate cinesi e gioielli d'oro. I tessuti sono della Battria e i resti animali includono quelli di cammelli.
Altri complessi come questo sono sparsi tra gli Altai e la Cina settentrionale. La cultura rappresenta forse l'impero degli Unni alla loro massima espansione occidentale. Contraddice il mito dell'esistenza di poche oscure tribù facilmente sradicate dall'espansione cinese. Questo è infatti il primo impero turco.

### Xiong-nu

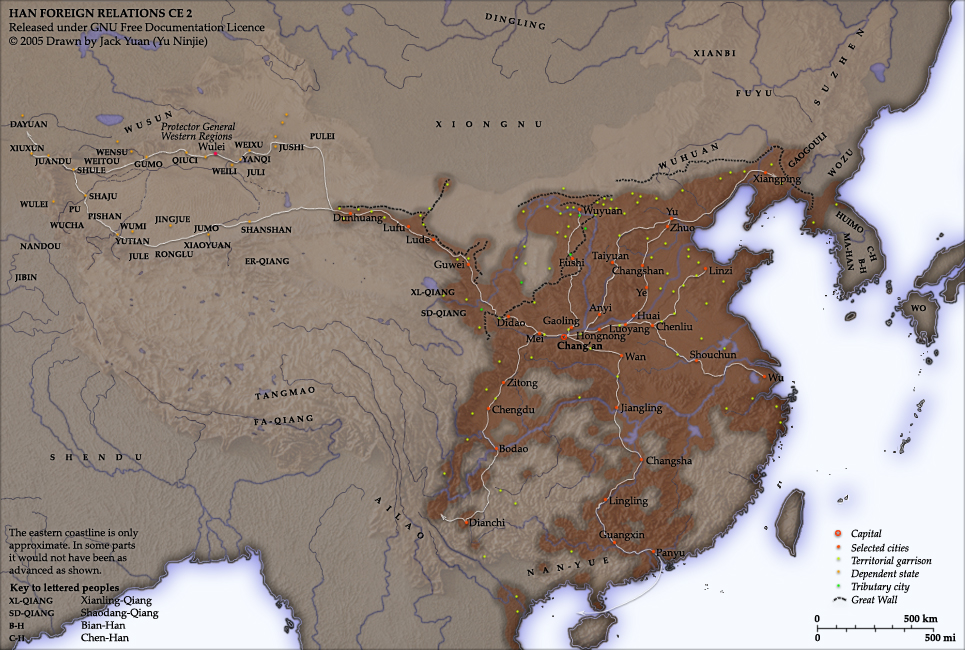
La Dinastia Han e gli Xiongnu

Secondo materiale certamente storico, gli Xiongnu appaiono come una confederazione di nomadi saccheggiatori contro i quali il primo imperatore della Dinastia Qin mandò un esercito nel 215 a.C.. Alla caduta dei Qin nel 206 a.C. il problema ritornò. Attaccarono la provincia dello Shanxi durante la Dinastia Han nel 201 a.C.. L'imperatore Han Gao Zu li corruppe con giada, seta e una moglie cinese per lo Shanyu, il loro leader. Le relazioni con gli Xiong nu continuarono ad essere tormentate, e nel 133 a.C. l'imperatore Han Wu Di marciò su di loro con 300.000 uomini. Dopo 81 anni e 14 spedizioni, nel 52 a.C. gli Xiong nu meridionali si arresero e i settentrionali desistettero dal saccheggiare.
Evidentemente gli Xiong nu stavano solo aspettando il loro momento. L'imperatore Wang Mang organizzò una spedizione contro di loro nell'11 e nel 21 ma non vennero annessi perché la Cina allora era militarmente debole. I saccheggi continuarono. Una serie di episodi particolarmente gravi all'inizio del IV secolo ha portato alla certa identificazione degli Xiong nu con gli Unni. Luoyang fu saccheggiata nel 311; Ye nel 307 e nel 313, Chang'an nel 311.
Una lettera (lettera II) scritta nell'antica Lingua sogdiana ritrovata in una torre di guardia della Dinastia Han nel 1911 identifica i perpetratori di questi eventi come gli xwn, "Unni", secondo l'identificazione di Joseph De Guignes nel 1758. L'identificazione non fu priva di critiche, in particolare Otto J. Maenchen-Helfen argomentò che xwn era un nome generico, e poteva riferirsi a chiunque. Più recentemente altre prove sono state scoperte: Zhu Fahu, un monaco, tradusse il sanscrito Hūṇa nel Tathāgataguhya Sūtra e nel Lalitavistara come Xiongnu. Vaissière ricostruisce la pronuncia come *Xiwong nuo. Inoltre il libro di Wei constata che il re degli Xiongnu uccise il re di Sogdiana e conquistò il paese, evento databile all'epoca degli Unni, che fecero esattamente questo; in breve, "...il nome degli Unni è un riferimento preciso e non generico".

## Unni

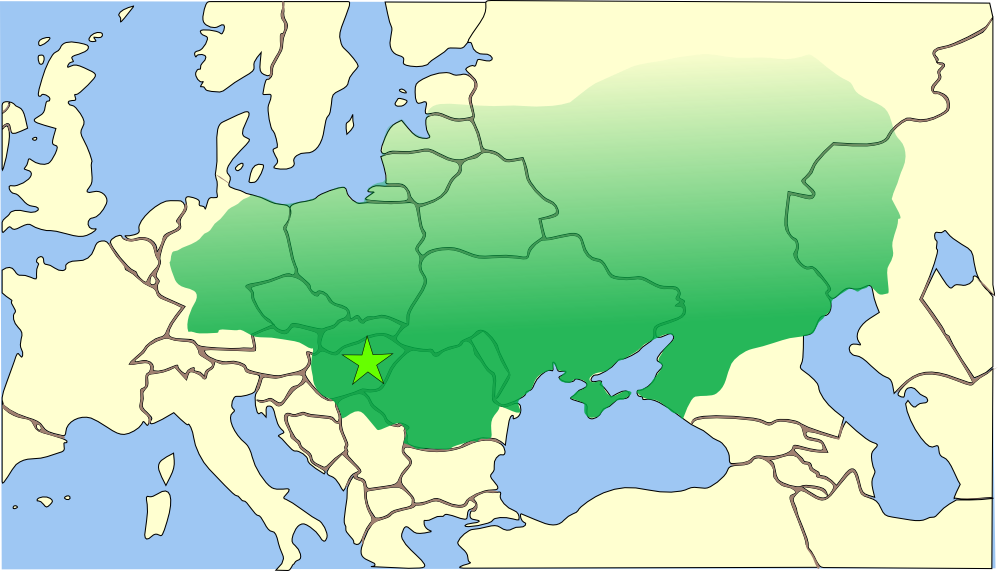
L'Impero Unno attorno al 450 visto da autori europei. L'est è alquanto misterioso. Originariamente gli Unni si estendevano fino in Cina ed è possibile che il dominio di Attila arrivasse fin lì. Più probabilmente gli elementi etnici dell'est si stavano già ricombinando in uno stato tujue, o turco. La stella indica dove i nomadi Unni decisero di accamparsi, la Pianura ungherese.

### Miti sugli Unni
Queste prove invalidano certi miti accademici riguardo agli Unni. Essi per un certo tempo controllarono l'Europa Centrale e furono fermati nella loro avanzata verso occidente nella battaglia dei Campi Catalaunici. Paolo Orosio constata con sorpresa come gli Unni travolsero gli Ostrogoti nel 377 e poi "vennero interrotti da inaccessibili montagne" di insospettata esistenza finora. Qualsiasi fossero le sue ragioni per fare questa constatazione, lui e i Goti potrebbero aver trovato ampi riferimenti agli Unni nella geografia classica di Plinio il Vecchio e Tolomeo; infatti, alcuni erano già in Europa. Le montagne erano mitiche poiché gli Ostrogoti erano stanziati nella steppa Pontica, un facile bersaglio per la cavalleria degli Unni.
Questi errori invitano ad una terza eziologia: se gli Unni sono scomparsi, dovevano essere in fuga dalla Cina all'Europa, e quindi bisogna trovare una ragione per questa migrazione. Forse erano stati scacciati dalle loro terre dai cinesi; probabilmente dalla Dinastia Han. Quella Dinastia, comunque, era troppo debole militarmente per attaccare gli Xiongnu al tempo in cui gli Unni sono partiti; inoltre, quando gli Unni erano in Asia Centrale gli Xiong-nu stavano saccheggiando le città cinesi. Gli Xiongnu non vennero mai sradicati dalla Mongolia e dalla Cina settentrionale; se così è stato, non possono essersi ricongiunti con i cinque Hu o i Ruanruan. Comunque, questa congettura non tiene conto della possibilità di un ramo degli Xiongnu che si sposta e viaggia verso ovest per diventare gli Unni dell'Europa.

### Identità degli Unni
Prendendo in considerazione queste circostanze è probabilmente sicuro dire che gli Unni gradualmente hanno esteso il loro potere e la loro presenza dall'urheimat turco e mongolo fino alle pianure dell'Europa nei primi secoli Dopo Cristo. I leader Unni quindi comandavano un vasto impero asiatico che includeva molte etnie e parlava molti linguaggi: mongolo, ugrico, iranico, e probabilmente altre come il turco. In Europa incorporarono altri che combatterono per loro alla battaglia dei Campi Catalaunici, come Goti, Slavi e Alani.
Gli Unni non avevano un alfabeto (come affermato da Procopio) e non lasciarono tracce linguistiche con cui identificarli eccetto i loro nomi, che derivano dal germanico, iranico, turco e una mistura di questi. Alcuni, come Ultinčur ed Alpilčur, sono come i nomi turchi che finiscono in -čor, i nomi Peceneghi che finiscono in -tzour, e i nomi chirghisi che finiscono in -čoro. I nomi che finiscono in -gur, come Utigur e Onogur, e -gir, come Ultingir, sono come i nomi turchi che finiscono allo stesso modo.
Gli Unni chiamavano sé stessi Acatir (in greco Akatiroi, in latino Acatiri) che secondo Whilhelm Tomaschek deriva da Agac-ari, "uomini della foresta", una reminiscenza dei "Barbari delle Foreste" dello Shiji. Gli Agaj-eri sono menzionati nel 1245 in un dizionario turco-arabo. Il nome Agac-eri ricorre in una più tarda storia di Anatolia e Khūzestān. Maenchen-Helfen rifiuta questa etimologia sostenendo che g non è k e non appaiono regole linguistiche che facciano questa connessione. Erodoto, comunque, menziona gli Agatirsi, che Latham connette ad alcuni precursori degli Acatiri in Dacia.
Giordane piazza la "molto potente etnia degli Agatirsi, ignorante di agricoltura, che vive sui propri greggi e sulla caccia" a sud degli Aesti. Alcune fonti identificano i Bulgari con gli Unni. Un altro ramo erano i Sabiri. I più forti candidati per una reminiscenza dei parlanti la lingua unna sono i Ciuvasci, vicini alla Bulgaria del Volga.

## I Göktürk
I motivi della fine degli Unni come unità politica euroasiatica non sono noti. Un segno della fine degli Unni occidentali, forse di tutti gli Unni, è l'impalazione della testa di Dinzirico, un figlio di Attila, a Costantinopoli nel 469. Egli era stato sconfitto in Tracia in quell'anno da Anagaste, un generale gotico al servizio dell'Impero Romano.
Vari popoli continuano a chiamarsi Unni anche se solo autonomamente, come i Sabiri. Secondo la "Cambridge History of Early Inner Asia", l'ultimo stato che si definiva unno fu il Regno Caucasico degli Unni, visitato nel 682 da un vescovo albanese. Molti di questi popoli erano turchi, ma allo stesso tempo altre coalizioni con l'esplicito nome di impero turco si formavano nei territori originari degli Xiongnu. La loro espansione è stata convenzionalmente chiamata la "migrazione turca" ma di fatto i turchi migravano già da secoli.

### I Cinque Hu
Il saccheggio delle città cinesi settentrionali dell'inizio del IV secolo da parte degli Xiongnu è già stato menzionato in relazione agli Unni. È stato principalmente causato dalla schiavizzazione cinese di milioni di turchi, che si sono quindi spostati in Cina. Comunque, molti degli Xiongnu sarebbero poi stati eliminati da Ran Min, che distrusse tre delle cinque tribù Hu. In quel secolo, alcuni Xiong-nu si liberarono e si unirono ai Di come Cinque Hu, o cinque "popoli barbari", come i cinesi li chiamarono, allo scopo di controllare il nord della Cina. I Cinque Hu erano gli Xiong-nu, i Jie, i Zhi, i Chiang e gli Xianbei.

### Rouran e Tie-le
Comunque, il nome cinese "tie-le", corrispondente a "Türük" veniva usato già da molto prima, nel periodo in cui le tribù mongole Tuoba e Rouran rivaleggiavano per l'egemonia sulle steppe euroasiatiche attorno al V e al VI secolo.

### Tu-jue (Turchi)
Il termine Türk o Türküt, corrispondente al cinese tu-jue, fu prima usato come endonimo nelle iscrizioni Orhon dei Göktürk (turchi celesti) dell'Asia Centrale. Il primo riferimento ai "Turchi" (Tujue) compare in fonti cinesi del VI secolo. La prima prova di una lingua turca come gruppo separato viene dalle iscrizioni Orhon del primo VIII secolo.
La precisa data dell'iniziale espansione dalla loro terra d'origine resta sconosciuta. Il primo stato noto come "turco", che ha dato il suo nome a molti stati e popoli successivi, era quello dei Göktürk del VI secolo. Il capo del clan Ashina portò il suo popolo da Li-jien (la moderna Zhelai Zhai) ai Rouran cercando l'inclusione nella loro confederazione e una protezione dai cinesi. La sua tribù comprendeva rinomati fabbri e gli fu garantita una terra vicino ad una cava di montagna che ricordava un elmo, da cui ricevettero il loro nome, 突厥. Un secolo dopo il loro potere era incrementato tanto che conquistarono i Rouran e si accinsero a stabilire un impero Göktürk.
La famiglia delle lingue turche era parlata dai popoli Bulgari, Peceneghi, Cumani, Dingling e Gaoche già da molto tempo prima che il Khanato Göktürk diventasse preminente. Molti gruppi che parlavano lingue turche non adottarono mai il nome 'turchi' per identificarsi. Tra i popoli che finirono sotto la dominazione dei Göktürk e adottarono la loro cultura politica e lingua franca, il nome 'turco' non fu sempre l'identità preferita. In altre parole, non ci fu un movimento unificato verso ovest di una cultura sotto un'unificata identità etnica, come per la conquista mongola dell'Eurasia sotto la leadership politica del clan Borjigin. Piuttosto, le lingue turche, sia quelle periferiche come il ramo bulgaro e quelle centrali come i rami Oghuz e Karluk-Chagatay, derivarono ad ovest per autonomi movimenti di diverse tribù e migrazioni di mercanti, soldati e cittadini, superando in numero ed assimilando i popoli indigeni non turchi sulla strada, e venendo in parte rimpiazzati da altre famiglie linguistiche che sono diventate preminenti ad est, come le lingue mongole nelle steppe della Mongolia, lingue indiane in India e lingua persiana in Iran.

## Religione
Popoli turchi nati più tardi includono i Qarluq (soprattutto nell'VIII secolo, Uiguri, Chirghisi, Oghuz (o Guz, Uz, Ghuzz...), Turchi e Turkmeni. Come questi popoli fondarono stati nell'area tra la Mongolia e la Transoxiana, vennero in contatto con i Musulmani, e gradualmente adottarono come religione l'Islam. Comunque, ci furono anche (e ci sono ancora) piccoli gruppi di popoli turchi appartenenti ad altre religioni, inclusi Cristianesimo, Ebraismo (vedi Cazari), Buddismo e Zoroastrismo.

## Turkmeni
Mentre lo stato Karakhanide restava nel suo territorio fino all'arrivo di Gengis Khan, fu formato il gruppo delle tribù turkmene nel nucleo degli Oghuz occidentali. Il nome "turkmen" significa semplicemente "io sono turco" nel linguaggio delle diverse tribù che vivevano tra gli stati Karakhanide e Samanide. Così, la consapevolezza etnica tra non tutte, ma alcune tribù turche come "turkmene" nell'era islamica venne molto dopo la caduta del non islamico Khanato di Göktürk. Il nome "turco" nell'era islamica divenne un'identità che raggruppò le tribù turche islamizzate distinguendole dalle tribù turche non islamiche come i Nestoriani Naiman (che poi divennero i principali fondatori della nazione kazaka islamica) e i Buddisti Tuvani. Così l'etnonimo "turco" per le diverse tribù turche islamizzate in qualche modo ebbe la stessa funzione del nome "Tagiko" per le diverse popolazioni iraniche che si convertirono all'Islam ed adottarono il persiano come lingua franca. Entrambi i nomi in primo luogo etichettano l'Islamismo, ed in secondo luogo un comune linguaggio e cultura etnica. Molto dopo la partenza dei Turkmeni dalla Transoxania verso il Karakum ed il Caucaso, la consapevolezza associata al nome "turco" rimase, come il Khanato Chagatai e l'Impero Timuride in Asia Centrale furono chiamati "Turkestan" e la lingua dei Chagatai "turki", anche se le popolazioni si riferivano a sé stesse con i termini Moghul, Sart, Taranchi e Tagiki. Il nome "turco", non era comunemente usato da molti gruppi del ramo Kypchak, come i Kazaki, sebbene siano strettamente collegati agli Oghuz (Turkmeni), e Karluk (Karakhanidi, Sart, Uiguri). Neppure i Bulgari (Tatari del Volga, Ciuvasci) e i Turchi non Musulmani (Tuvani, Jakuti, Yugur) adottarono l'etnonimo "turco" nel senso Islamico. Nel periodo Karakhanide fra le tribù turkmene crebbe l'Atabeg Selgiuchide della tribù Kinik, la cui dinastia divenne un grande impero islamico esteso dall'India all'Anatolia.
Soldati turchi nell'armata dei califfi Abbasidi emersero come i comandanti de facto di gran parte del Medio Oriente Musulmano (a parte Siria e Nord Africa) dal XIII secolo. Gli Oghuz ed altre tribù catturarono e dominarono diversi Paesi sotto la leadership della Dinastia Selgiuchide, ed infine catturarono i territori della Dinastia Abbaside e dell'Impero Bizantino.
Intanto, i Chirghisi e gli Uiguri si combattevano tra di loro e contro l'Impero Cinese. I Chirghisi infine si stanziarono nella regione oggi chiamata Kirghizistan. Le orde Batu conquistarono la Bulgaria del Volga negll'attuali Tatarstan della Russia meridionale, seguendo lo spostamento ad ovest dei Mongoli nel XIII secolo. Altri Bulgari colonizzarono l'Europa nei secoli VII e VIII, ma vennero assimilati dagli Slavi.
Fu sotto il dominio selgiuchide che numerose tribù turkmene, in particolare quelle che attraversarono il Caucaso dallAzerbaigian acquisirono feudi (beylik) nelle neo-conquistate aree di Anatolia, Iraq e Levante. Così, gli antenati dei fondatori della moderna nazione turca erano strettamente collegati ai Turkmeni Oghuz che colonizzarono il Caucaso e più tardi fondarono la nazione dell'Azerbaigian.
Nei tempi moderni, il nome "Turkestan" ha diverse definizioni:
1. terra dei cittadini turchi sedentari che sono stati soggetti ai Chagatai dell'Asia Centrale, es. Sart, Moghul, Timuridi, Uiguri del Turkestan cinese e i successivi invasori Tatari che presero il nome di Uzbeki; quest'area coincide approssimativamente con il Grande Khorasan in senso ampio, più il Bacino del Tarim, conosciuto come Turkestan cinese. È etnicamente diverso, e include la terra di popoli non turchi come i Tagiki, Pashtun, Hazara, Dungani e Dzungar. I popoli turchi del ramo Kypchak, come i Kazaki e i Chirghisi normalmente non sono considerati "turkestanesi" ma sono molto presenti in molte parti del Turkestan.

1. uno specifico distretto governato da un Khan Kazako nel XVII secolo, nell'odierno Kazakistan, che era più sedentario di altre aree kazake ed era popolato da cittadini Sart.